# Walter J. Bock
Walter Joseph Bock (* 20. November 1933 in  Woodhaven, Queens, New York City; † 27. Januar 2022 in Tenafly, New Jersey) war ein US-amerikanischer Evolutionsbiologe und Ornithologe.

## Leben
Bock war der Sohn von Paul und Anne Bock, geborene Kalsch. 1957 heiratete er Katharine Lippett. Aus dieser Ehe gingen drei Kinder hervor. 1955 erlangte er den Bachelor of Science an der Cornell University und 1957 den Master of Arts an der Harvard University. 1959 wurde er ebenfalls in Harvard unter der Leitung von Ernst Mayr mit der Dissertation The palatine process of the premaxilla in the Passeres zum Ph.D. promoviert. Von 1959 bis 1961 forschte er mit einem Postdoc-Stipendium an der Johann Wolfgang Goethe-Universität Frankfurt am Main. Von 1961 bis 1964 war er Assistenzprofessor an der Abteilung der Zoologie der University of Illinois at Urbana-Champaign. Von 1965 bis 1966 war er Assistenzprofessor an der Abteilung für Biowissenschaften der Columbia University. Von 1966 bis 1973 war er außerordentlicher Professor und von 1973 bis zu seiner Emeritierung war er Professor für Evolutionsbiologie an der Columbia University. 1988 wurde er außerordentlicher Professor am Ecology, Evolutionary Biology, and Behavior Subprogram (EEB) der City University of New York.
1965 wurde er wissenschaftlicher Mitarbeiter am American Museum of Natural History.
Von 1977 bis 1980 war Bock Leiter des Tenafly Nature Center, einem Naturschutzgebiet in New Jersey. Von 1986 bis 1980 war er ständiger Sekretär des International Ornithological Committee. Im Jahr 2002 war er Präsident des 23. International Ornithological Congress in Peking. 2004 war er Vizepräsident des International Congress of Zoology der International Society of Zoological Sciences. 
Bock widmete sich in erster Linie der Evolutionsbiologie mit Schwerpunkt in der Grundlagentheorie und Philosophie. Seine Forschungsinteressen waren vielfältig und umfassten die Ornithologie, Systematik, Beiträge in der funktionellen, ökologischen und evolutionären Morphologie, die Biomechanik, die Evolution höherer Taxa, die Evolutionstheorie sowie die Geschichte und Philosophie in der Biologie und Wissenschaft.
Bock war Mitglied der American Ornithologists’ Union, von der er 1975 mit dem Elliott Coues Award ausgezeichnet wurde, der American Society of Zoologists, der American Society of Naturalists, wo er 1978 bis 1980 Schatzmeister war, der Society for the Study of Evolution, der Society of Systematic Biologists, der American Association for the Advancement of Science, korrespondierendes Mitglied der British Ornithologists’ Union sowie Ehrenmitglied der Deutschen Ornithologen-Gesellschaft.